# クイズ!世にも不思議な逆回転
『クイズ!世にも不思議な逆回転』（クイズ よにもふしきなぎゃくかいてん）は、一部フジテレビ系列局で放送されていたフジテレビ制作のクイズ番組である。制作局のフジテレビでは1989年5月12日から1990年3月23日まで、毎週金曜 19:00 - 19:30 （日本標準時）に放送。

## 概要
かつて『金曜ファミリーランド』や『火曜ワイドスペシャル』で放送されて好評だった『逆回転クイズ』という企画を単独レギュラー化した番組である。この企画は、逆再生される映像を見て元はどんな映像だったのかを当てるというもので、レギュラー化された際に標記のタイトルに改められた。
番組は問題を視聴者から募集していた。採用者には賞品として三菱電機のS-VHS-C ムービーカメラを贈っていた。
ローカルセールス枠の番組であるため、系列局であってもこの番組を放送しない局が存在した。例として、同時間帯に『鶴瓶の音楽に乾杯!』を放送していた東海テレビがある。

## 出演者

### 司会
- 古舘伊知郎

### 解答者
- 栗本慎一郎
- 塩沢とき
- 柳沢慎吾
- 西田ひかる - 溶かした金属を逆回転させて元の形を当てる問題を非常に得意としていた。
- 京本政樹
- 布川敏和
- 大島渚 - 逆回転クイズ時代に出演。
- 三田寛子 - 逆回転クイズ時代に出演。
- 山口良一 - 逆回転クイズ時代に出演。
- 朝丘雪路 - 逆回転クイズ時代に出演。
- 西村知美 - 逆回転クイズ時代に出演。
- 太平サブロー・シロー - 逆回転クイズ時代に出演。
- 松本伊代 - 逆回転クイズ時代に出演。
- ラサール石井 - 逆回転クイズ時代に出演。
- 石野真子 - 逆回転クイズ時代に出演。
- 戸川純 - 逆回転クイズ時代に出演。
- ほか

## クイズの種類

### 早押し問題
早押し問題の場合、2回お手つきをしたら解答権を失うというルール。逆回転に使われる素材は答えと関連する場合が多い。古舘の「リバース、オン!」の掛け声で出題VTRが流れる。
前期は柱時計のオブジェがポイントとして置かれ、後期は古舘が逆立ちしたイラストが描かれている表示ランプが点灯した（逆回転クイズ時代は10点～30点が与えられていた）。
最終問題は初期は自分の得点が2倍に（0点の解答者は1点のみが加算される）、前期は2点、後期は3点となっていた。

#### 例
- 乾燥わかめで漢字一文字を作り、水を入れた時の逆回転映像。
  - 答え：妹（サザエさん（フグ田サザエ）の妹が磯野ワカメであることから）
- 紙で作られた蝶で壁に文字を作り、振動を与えて落とした時の逆回転映像。
  - 答え：ネクタイ
- 1円玉を水に浮かせ文字を作り、沈んだ時の逆回転映像。
  - 答え：￥
- マッチ棒で絵を作り、燃やした時の逆回転映像。
  - 答え：かちかち山（絵の中のタヌキの背負った柴の部分から火をつけた）
- 折消防用ホースを折り畳んで形を作り、水を噴出した際の逆回転映像。
  - 答え：馬（英語でホース）

### 筆記問題
他に筆記問題もあった。筆記問題では、食べ物や身近な物の素材を当てる問題（正解VTRでは、問題に使われた物が作られている映像が逆回転される）、逆回転されている音声や曲が何なのかを当てる問題、逆回転と見せかけて作られた正回転映像の中から本物の逆回転映像を当てる四択問題などが出されていた。

## スタッフ
- 企画：金光修（フジテレビ）
- 構成：南川泰三、佐藤晃一、外山信行、伊藤尚光、腰山一生、杉山王郎、樋口卓治
- 演出：橋本行司（キネマ東京）、小出康博（キネマ東京）
- 総合演出：吉野正夫（キネマ東京）
- プロデューサー：本間謙二（キネマ東京）
- 制作協力：古舘プロジェクト
- 制作：フジテレビ、キネマ東京